# Juan Mari Beltrán

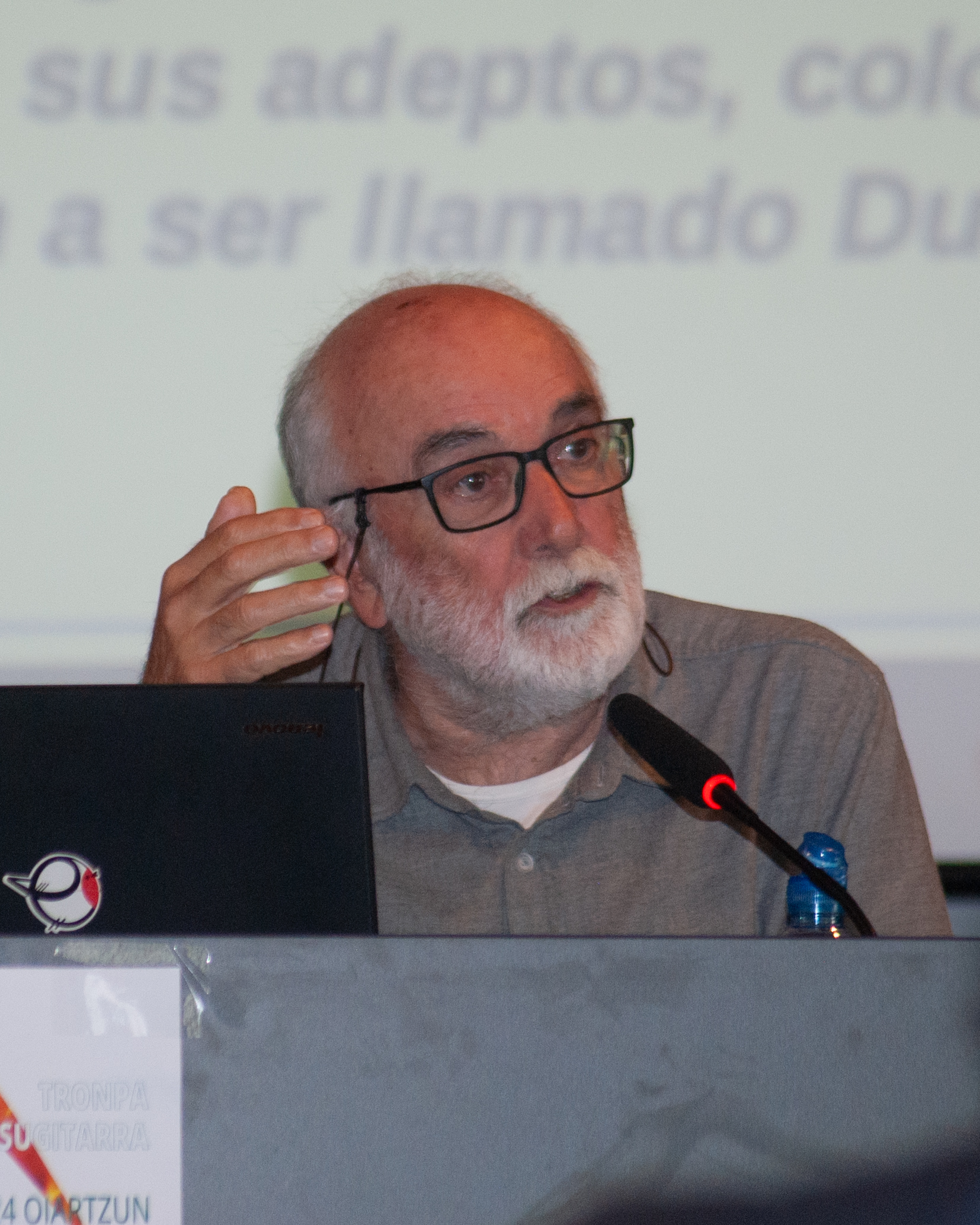
Juan Mari Beltran en 2024.

Juan Mari Beltrán Argiñena (San Sebastián, 22 de marzo de 1947) es un músico y musicólogo español.
De joven, fue txistulari en Echarri-Aranaz. Después, participó en el grupo musical Argia (La Luz). Posteriormente, en la Escuela de Música de Hernani ha sido profesor de alboka, dulzaina, txalaparta y txistu por varios años. 

## Discografía
- "Egurraren orpotik dator..."; junto a Joxan Goikoetxea (NO-CD, 1993).
- "Beti Ttun-ttun"; junto a Joxan Goikoetxea  (NO-CD, 1993).
- "Orhiko Xoria" (Elkar, 2006).